# Ginchiyo Tachibana
Ginchiyo Tachibana (jap. 立花誾千代 Tachibana Ginchiyo; ur. 23 września 1569, zm. 30 listopada 1602) – córka i jedyne dziecko Dōsetsu Tachibana. W skład jej imienia wchodzi kanji 誾, które miało znaczyć "słuchać opowieści ostrożnej osoby". Imię nadał jej ojciec. Dōsetsu nie miał synów i na jego specjalne życzenie, w roku 1575 została mianowana na przyszłą głowę klanu Tachibana, co było niezwykłe w epoce Sengoku. W 1581 wyszła za Muneshige Tachibana, lecz po bitwie pod Sekigaharą udał się on na spoczynek i po niecałych dwu latach od tego wydarzenia zmarł. Po przeprowadzce do zamku Yanagawa, Muneshige odseparował się od żony, przez co nigdy nie mieli dzieci.
Świątynią rodu Tachibana jest świątynia Ryōsei. Grób Ginchiyo znajduje się w mieście Nagasa, w okręgu Tamana, w prefekturze Kumamoto.